# クレイフェイス (映画)
『クレイフェイス（原題）』（英: Clayface）は、ジェームズ・ワトキンスが監督、マイク・フラナガンが脚本を務める2026年9月11日米公開予定のアメコミ映画。
DCコミックスの『クレイフェイス』を基にした実写映画作品。DCスタジオが展開する『DCユニバース（DCU）』シリーズの映画第3作目。

## 登場人物 / キャスト
マット・ヘーゲン / クレイフェイス
演 - トム・リース・ハリーズ
ゴッサム・シティ出身の俳優。
ケイトリン・ベイツ
演 - ナオミ・アッキー
ヘーゲンの恋人。
医療系企業の経営者で、ヘーゲンの傷を治すために研究と事業に取り組んでいる。
ジョン
演 - TBA
刑事であり、ベイツの婚約者。

## スタッフ
- 監督：ジェームズ・ワトキンス
- 脚本：マイク・フラナガン、ホセイン・アミニ
- 製作：ジェームズ・ガン、ピーター・サフラン、マット・リーヴス、リン・ハリス
- 撮影：ロブ・ハーディ

## 製作

### キャスティング
2025年6月7日、クレイフェイス役の最終候補としてジョージ・マッケイ、トム・ブライス、ジャック・オコンネル、レオ・ウッドオールの4人が残されたことが報道された。
2025年6月18日、クレイフェイス役にトム・リース・ハリーズが決定されたことが発表され、同日にジェームズ・ガンがこの報道が真実であると認めた。